# Ameivula mumbuca
Ameivula mumbuca — вид ящірок родини теїдових (Teiidae). Ендемік Бразилії.

## Поширення і екологія
Ameivula mumbuca мешкають в штатах Токантінс, Мараньян і Баїя на північному сході Бразилії. Вони живуть у відкритих сухих саванах серрадо поблизу регіону Жалапан.